# Simona Richter
Simona Marcela Richter (Reșița, 27 de marzo de 1972) es una deportista rumana que compitió en judo.
Participó en los Juegos Olímpicos de Sídney 2000, obteniendo una medalla de bronce en la categoría de –78 kg. Ganó tres medallas en el Campeonato Europeo de Judo entre los años 1992 y 1996.

## Palmarés internacional
| Juegos Olímpicos   | Juegos Olímpicos         | Juegos Olímpicos  | Juegos Olímpicos |
| Año                | Lugar                    | Medalla           | Categoría        |
| ------------------ | ------------------------ | ----------------- | ---------------- |
| 2000               | Sídney (Australia)       | Medalla de bronce | –78 kg           |
| Campeonato Europeo |                          |                   |                  |
| Año                | Lugar                    | Medalla           | Categoría        |
| 1992               | París (Francia)          | Medalla de plata  | Abierta          |
| 1995               | Birmingham (Reino Unido) | Medalla de plata  | Abierta          |
| 1996               | La Haya (Países Bajos)   | Medalla de bronce | Abierta          |